# 巴西魅鯰
巴西魅鯰，為輻鰭魚綱鯰形目長鬚鯰科的其中一種，分布於南美洲巴西Tocantins河流域，棲息可達30公尺，體長可達31.7公分，棲息在岩石底質、流速快的溪流，生活習性不明。

## 擴展閱讀
維基物種上的相關：巴西魅鯰